# 14708 Slaven
14708 Slaven este un asteroid din centura principală de asteroizi.

## Descriere
14708 Slaven este un asteroid din centura principală de asteroizi. A fost descoperit pe 2 februarie 2000 la Socorro, New Mexico, în cadrul proiectului LINEAR. Asteroidul prezintă o orbită caracterizată de o semiaxă mare de 2,24 ua, o excentricitate de 0,23 și o înclinație de 3,3° în raport cu ecliptica.